# Xã Tintah, Quận Traverse, Minnesota
Xã Tintah (tiếng Anh: Tintah Township) là một xã thuộc quận Traverse, tiểu bang Minnesota, Hoa Kỳ. Năm 2010, dân số của xã này là 33 người.